# Saint-Justin (Gers)
Saint-Justin è un comune francese di 165 abitanti situato nel dipartimento del Gers nella regione dell'Occitania.

## Società

### Evoluzione demografica
Abitanti censiti